# Raúl Justiniano
Raúl Justiniano (Santa Cruz de la Sierra, 29 de setembro de 1977) é um ex-futebolista boliviano que atuava como meia.

## Carreira
Raúl Justiniano integrou a Seleção Boliviana de Futebol na Copa América de 1999.